# Wolfram von Soden
Pour les articles homonymes, voir von Soden.
Le baron Wolfram von Soden, né le 19 juin 1908 à Berlin et mort le 6 octobre 1996 à Münster, est l'assyriologue allemand le plus réputé de l'après-guerre, dans une discipline longtemps dominée par les germanophones.

## Carrière
Wolfram von Soden est le fils du théologien protestant Hans von Soden (1881-1945). Il étudie l'Antiquité proche-orientale à l'université de Marbourg, à l'université Frédéric-Guillaume de Berlin et à l'université de Leipzig (auprès de Benno Landsberger). C'est à l'université de Leipzig qu'il est promu doctor philosophiæ en 1931 grâce à sa thèse Der hymnisch-epische Dialekt des Akkadischen. Il n'a que vingt-huit ans en 1936 lorsqu'il est nommé professeur extraordinaire d'assyriologie et d'arabistique à l'université de Göttingen, où il demeurait depuis 1934 en tant que Privat-docent.
Traumatisé par la crise économique des années 1920, Wolfram von Soden entre chez les SA en 1934, mais n'adhère pas au NSDAP. Dans l'atmosphère du national-socialisme qui a raison de toute autre option socio-politique, Wolfram von Soden appuie certains aspects culturels mis en avant par le régime dans deux ouvrages : Der Aufstieg des Assyrerreichs als geschichtliches Problem (1937) et Arabische wehrsprachliche Ausdrücke (1942). Il y majore l'influence indo-européenne au détriment de l'influence sémitique. Pendant la guerre, il sert en tant que traducteur. Il est appelé à une chaire de philologie orientaliste de l'université de Berlin, devenue vacante en 1940, mais ne peut y enseigner à cause de son service dans l'armée. À la fin de la Seconde Guerre mondiale, il lui est interdit d'enseigner. Ce n'est qu'en 1950 qu'il retrouve un poste à l'université de Göttingen. Grâce à ses connaissances et son érudition exceptionnelles, il est pleinement rappelé comme professeur à l'université de Vienne en 1954, avec l'appui de son ancien mentor, Benno Landsberger qui avait dû s'exiler en 1935, ses origines juives l'ayant empêché d'enseigner. En 1961, Soden enseigne à l'université de Münster, où il est directeur du séminaire d'orientalisme antique, jusqu'à sa retraite en 1976 (professeur émérite). Il lègue à sa mort ses archives et sa bibliothèque à l'Institut für Altorientalistik (alors en construction) de l'université de Leipzig.
Ses ouvrages Grundriss der akkadischen Grammatik (Fondements de la grammaire akkadienne) et Akkadisches Handwörterbuch (Dictionnaire akkadien) sont considérés comme fondamentaux pour l'assyriologie contemporaine et l'étude du Proche-Orient ancien. Ils lui ont valu une notoriété universelle dans ces disciplines.

## Quelques ouvrages
- Das akkadische Syllabar, Pontificium Institutum Biblicum, Rom, 1948 (4. Auflage, Rom 1991)
- Grundriss der akkadischen Grammatik, Pontificium Institutum Biblicum, Rom, 1952
- Avec Adam Falkenstein, Sumerische und akkadische Hymnen und Gebete, Artemis, Zürich-Stuttgart, 1953
- Akkadisches Handwörterbuch, 3 vol., Harrassowitz, Wiesbaden, 1959-1982
- Einführung in die Altorientalistik, Wissenschaftliche Buchgesellschaft, Darmstadt 1985 (Orientalistische Einführungen in Gegenstand, Ergebnisse und Perspektiven der Einzelgebiete)  (ISBN 3-534-07627-3)

## Source
- (de) Cet article est partiellement ou en totalité issu de l’article de Wikipédia en allemand intitulé « Wolfram von Soden » (voir la liste des auteurs).